# Gustaf Jakob Edelstam
Gustaf Jakob Edelstam, född 24 juni 1831 i Stockholm, död 6 maj 1892 i Uppsala, var en svensk ämbetsman och landshövding.

## Biografi
Edelstam blev student vid Uppsala universitet 1851 och juris kandidat 1856, utnämndes 1859 till vice häradshövding och befordrades 1863 till fiskal i Svea hovrätt. Han förordnades 1864 till revisionssekreterare samt var 1865–1873 expeditionschef i Ecklesiastikdepartementet och 1873–1888 landshövding i Kalmar län. 
Anställd som guvernör hos kronprins Gustaf under dennes vistelse vid Uppsala universitet 1876–1877, promoverades Edelstam där till juris doktor vid jubelfesten 1877. Han var ledamot av kyrkomötet 1878. Samma år erbjöd Louis De Geer honom att bli F. F. Carlsons efterträdare som ecklesiastikminister, vilket Edelstam dock avböjde. Även 1875 avböjde Edelstam Louis De Geers erbjudande av en ministerpost, men då som civilminister.
Som landshövding inlade Edelstam stora förtjänster om Kalmar slotts restaurering.

## Utmärkelser
- Riddare av Nordstjärneorden, 1866
- Kommendör av första klassen av Nordstjärneorden, 1875
- Kommendör med stora korset av Nordstjärneorden, 1885

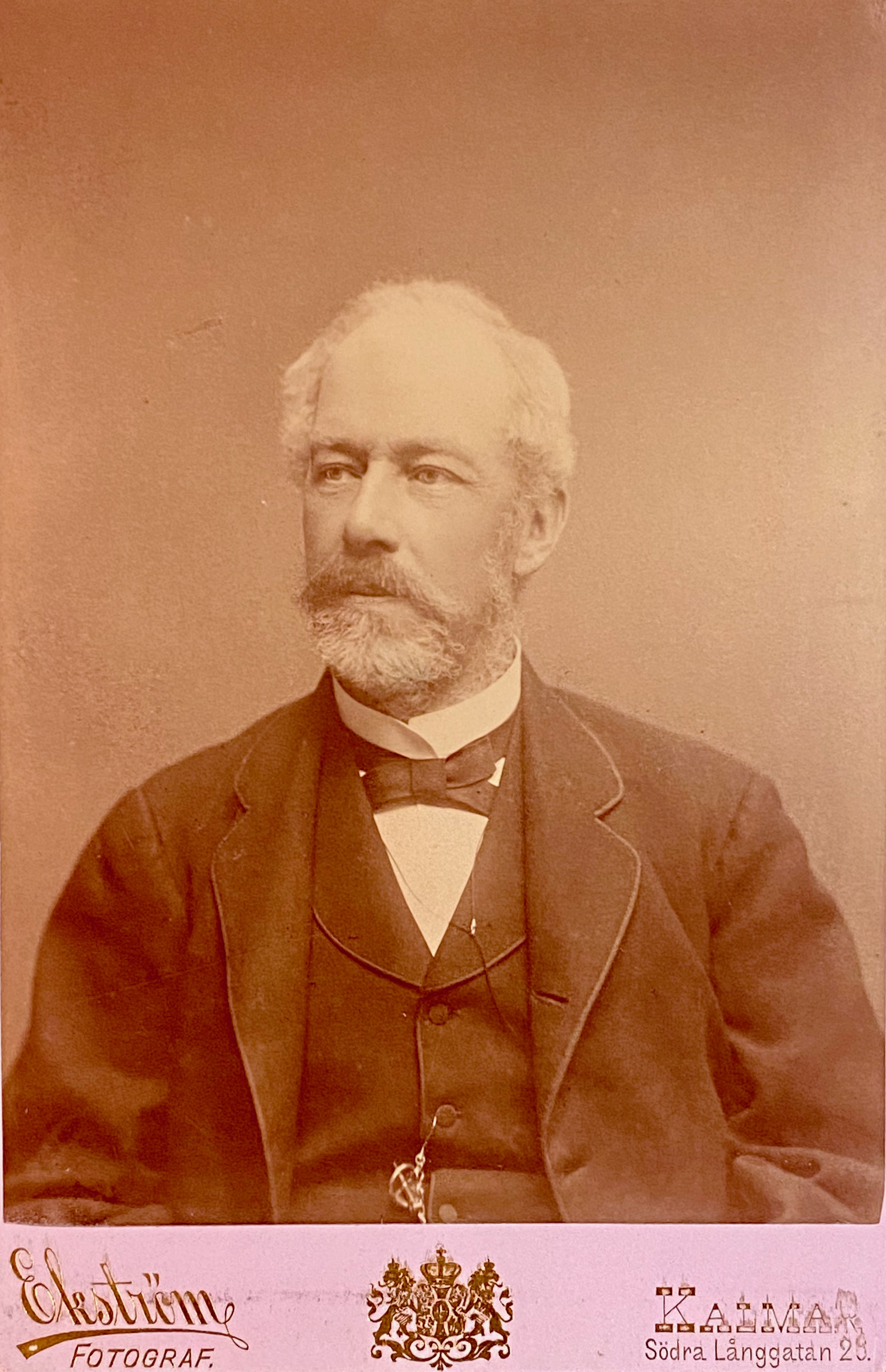
Landshövding Gustaf J Edelstam 1888

## Familj
Gustaf Edelstam var son till lagmannen Fabian Edelstam av adelsätten Edelstam och Carolina von Post, bror till häradshövdingen Ernst Edelstam, samt sonson till landshövdingen och översten Gustaf Edelstam.
Gustaf Edelstam var gift med Eva Carolina Gustava von Post (född 1840-01-08 på Gäddeholm, död 1912-08-15 Värnanäs), dotter av kaptenen Carl Rangel von Post och friherrinnan Elisabet Cronstedt. De hade tillsammans barnen hovjägmästaren Fritz Edelstam, Elisabeth Edelstam gift Mannerskantz, registratorn Carl Gustaf Edelstam, civilingenjören Otto Edelstam och Hedda Edelstam. 
Makarna Edelstam är begravna på Norra begravningsplatsenutanför Stockholm.